# أول يوم مدرسي
أول يوم مدرسي أو الدخول المدرسي هو أول يوم من العام الدراسي، وهو غالباً ما يكون في أغسطس أو سبتمبر في الجزء الشمالي من الأرض، ويناير أو فبراير في الجزء الجنوبي منها، مع اختلافات من دولة لأخرى.

## أمريكا الشمالية

### كندا
أول يوم دراسي في كندا غالباً ما يكون في بدايات سبتمبر، بعد يوم العمالة.

### كوستا ريكا
أول يوم مدرسة في كوستا ريكا في بدايات فبراير، وتغير وزارة التعليم التاريخ كل سنة لضمان تغطية 200 يوم دراسي فعال في جدول الدراسة

### الولايات المُتِّحدة الأمريكية
في الولايات المتحدة الأمريكية، تُحدَّد السياسة التعليمية في الغالب على على مستوى الولاية ثم على مستوى قطاعات المدارس المنفردة. وعلى ذلك، فليس هُناك يومٌ مُحدد تبدأ فيه جميع المدارس. في القرن العشرين، كان الشائع افتتاح المدارس بعد يوم العمل بفترة وجيزة. وبعض مناطق الولايات المُتِّحدة الأمريكية لا زالت حتى الآن تُطِّبق ذلك. على الرغم من ذلك، أصبح هناك توجه مُتزايد من المدارس لأن تبدأ مُبكراً في أغسطس أو حتى أواخر يوليو. فمثلاً، بعض الولايات تفتتح المدرسة في آخر يوم اثنين من الشهر.

## آسيا

### باكستان
أول يوم دراسة في باكستان يكون في أبريل

### الهند
أول يوم دراسي في الهند هو أول يوم إثنين من شهر يونيو، وينتهي العام الدراسي في أواسط أبريل إلى أواخره.

### عمان
أول يوم دراسي في سلطة عمان يكون في أول يوم من سبتمبر عموماً. تنتهي السنة الدراسية نهاية آخر أسبوع من شهر أبريل

### السعودية
أول يوم دراسي في السعودية يكون بعد الصيف، غالباً في أغسطس أو سبتمبر.